# Carphina arcifera
Carphina arcifera là một loài bọ cánh cứng trong họ Cerambycidae.